# Шассаньї
Шассаньї́ (фр. Chassagny) — колишній муніципалітет у Франції, у регіоні Овернь-Рона-Альпи, департамент Рона. Населення — 1256 осіб (2011).
Муніципалітет був розташований на відстані близько 410 км на південний схід від Парижа, 19 км на південний захід від Ліона.

## Історія
До 2015 року муніципалітет перебував у складі регіону Рона-Альпи. Від 1 січня 2016 року належав до нового об'єднаного регіону Овернь-Рона-Альпи.
1 січня 2018 року Шассаньї, Сент-Андеоль-ле-Шато i Сен-Жан-де-Тусла було об'єднано в новий муніципалітет Боваллон.

## Демографія
Динаміка населення ( ):
Розподіл населення за віком та статтю (2006):
| Стать | Всього | До 15 років | 15-24 | 25-44 | 45-64 | 65-85 | Понад 85 |
| --- | ------ | ----------- | ----- | ----- | ----- | ----- | -------- |
| Чоловіки | 592    | 152         | 84    | 172   | 156   | 24    | 4        |
| Жінки | 604    | 164         | 80    | 184   | 136   | 40    | 0        |
| \| Статево-вікова піраміда \| Статево-вікова піраміда \| Статево-вікова піраміда \| \| ----------------------- \| ----------------------- \| ----------------------- \| \| Чоловіки \| Вік \| Жінки \| \| 4 \| 85 + \| 0 \| \| 8 \| 80-84 \| 4 \| \| 0 \| 75-79 \| 20 \| \| 0 \| 70-74 \| 4 \| \| 16 \| 65-69 \| 12 \| \| 28 \| 60-64 \| 12 \| \| 32 \| 55-59 \| 36 \| \| 72 \| 50-54 \| 52 \| \| 24 \| 45-49 \| 36 \| \| 40 \| 40-44 \| 44 \| \| 68 \| 35-39 \| 64 \| \| 32 \| 30-34 \| 52 \| \| 32 \| 25-29 \| 24 \| \| 40 \| 20-24 \| 36 \| \| 44 \| 15-20 \| 44 \| \| 40 \| 10-14 \| 52 \| \| 64 \| 5-9 \| 76 \| \| 48 \| 0-4 \| 36 \| |        |             |       |       |       |       |          |
| Статево-вікова піраміда |        |             |       |       |       |       |          |
| Чоловіки | Вік    | Жінки       |       |       |       |       |          |
| 4 | 85 +   | 0           |       |       |       |       |          |
| 8 | 80-84  | 4           |       |       |       |       |          |
| 0 | 75-79  | 20          |       |       |       |       |          |
| 0 | 70-74  | 4           |       |       |       |       |          |
| 16 | 65-69  | 12          |       |       |       |       |          |
| 28 | 60-64  | 12          |       |       |       |       |          |
| 32 | 55-59  | 36          |       |       |       |       |          |
| 72 | 50-54  | 52          |       |       |       |       |          |
| 24 | 45-49  | 36          |       |       |       |       |          |
| 40 | 40-44  | 44          |       |       |       |       |          |
| 68 | 35-39  | 64          |       |       |       |       |          |
| 32 | 30-34  | 52          |       |       |       |       |          |
| 32 | 25-29  | 24          |       |       |       |       |          |
| 40 | 20-24  | 36          |       |       |       |       |          |
| 44 | 15-20  | 44          |       |       |       |       |          |
| 40 | 10-14  | 52          |       |       |       |       |          |
| 64 | 5-9    | 76          |       |       |       |       |          |
| 48 | 0-4    | 36          |       |       |       |       |          |

## Економіка
2010 року серед 863 осіб працездатного віку (15—64 років) 669 були активними, 194 — неактивними (показник активності 77,5%, у 1999 році було 74,4%). З 669 активних мешканців працювало 630 осіб (318 чоловіків та 312 жінок), безробітними було 39 (17 чоловіків та 22 жінки). Серед 194 неактивних 91 особа була учнем чи студентом, 66 — пенсіонерами, 37 були неактивними з інших причин.

У 2010 році в муніципалітеті числилось 415 оподаткованих домогосподарств, у яких проживали 1268,5 особи, медіана доходів виносила 22 095 євро на одного особоспоживача